# 田中菊雄
田中 菊雄（たなか きくお、1893年11月19日 - 1975年3月29日）は、日本の英語学者、英和辞典編纂者である。

## 略歴
北海道小樽市生まれ。父の事業の失敗が元で、貧窮に耐えて暮らした。旭川市の高等小学校に通学したのち、旭川駅所属の列車ボーイとなる。文学青年だった車掌から小説を借りては、乱読していたという。
列車ボーイを辞め、18歳のときに上川郡鷹栖村近文第一高等尋常小学校の代用教員に採用され、翌年、検定試験に合格し正教員となった。このころ英文学研究を志し、独学に没頭するかたわら、遠距離に住んでいたアメリカ人教師に学ぶ。田中の学習法は「睡眠時間節約のために、一切室に火をおかず、床をとらず、端然として机に向って、いよいよ眠くなってたまらなくなると、そのまま外套をかぶってゴロリと畳の上にねる」「やや眠りが浅くなってだんだんと寒くなって目をさますと、すぐまた机に向うという極端な手段」といったような壮絶なものであった。
1917年（大正6年）、24歳で上京し、鉄道院官房文書課に勤めながら夜間英語専門学校だった正則英語学校に通学した。1922年（大正11年）、中等学校教員検定試験に合格。恩師から英語教師の募集を紹介され、広島県立呉中学校に赴任。のちに新潟県立長岡中学校に転勤。
4年間中学で教鞭をとる一方で、英文学の研究にいそしみ、1925年（大正14年）、高等学校教員検定試験に合格。富山高等学校に赴任。このころ研究社『新英和大辞典』（いわゆる「岡倉英和」）の編纂に関わった。
1930年（昭和5年）に山形高等学校に転勤。山形高校在職時、同僚の島村盛助（島村苳三）、土居光知（東北帝国大学教授）と共に7年かけ『岩波英和辞典』（岩波書店）を編纂した。
戦後は、新制の山形大学で講じ、1960年に退官。晩年は藤沢市辻堂に居住し、神奈川大学で講じた。

## 主な著書
英語学習書
- 英語研究者の為に（星書房、1948年 / 三笠書房、1966年）
  - 英語研究者のために（講談社学術文庫、1992年）- 解説遠藤光
- 英語広文典（白水社、1953年、新版1978年）

エッセイ
- 現代読書法（星書房、1948年 / 三笠書房、1953年、1961年）
  - 現代読書法（講談社学術文庫、1987年）- 解説紀田順一郎
- わたしの英語遍歴 英語教師のたどれる道（研究社出版、1960年）
- 私の人生探求（三笠書房、1962年）
  - 「知的人生に贈る」三笠書房、1983年 - 以下は新装抄版、各・渡部昇一巻頭解説
    - 「知的人生に贈る どう生きるかを考える書」知的生きかた文庫、1984年
    - 「あなたはこの自助努力を怠っていないか!」三笠書房、1991年